# Apolysis trochilides
Apolysis trochilides är en tvåvingeart som först beskrevs av Samuel Wendell Williston  1901.  Apolysis trochilides ingår i släktet Apolysis och familjen svävflugor. Inga underarter finns listade i Catalogue of Life.